# Sarkolema
Sarkolema (sarkolemma) – błona komórkowa miocytu tworząca wpuklenia do wewnątrz w postaci poprzecznych kanalików T.